# Opening Time
Opening Timees el primer álbum del grupo británico Brewer's Droop. Grabado y publicado en 1972. 

## Canciones
1. House Party
2. I Can See Your Public Bar
3. The Way I Feel
4. Let's Watch TV
5. Opening Time
6. Droopin'
7. After Hours Waltz
8. Hey Roulette
9. Heart of Stone
10. If You See Kay Tonight

## Personal
Malcolm Barrett - Bajo y violín.
 
Steve Darrington - Teclados, armónica y voz.

Peter Duncan - Trompeta.

Dave Gelly - Saxofón.

John McKay - Guitarra y voz.

Bob Walker - Percusión.

Ron Watts - Percusión y voz.

John Williams - Saxofón.

- Datos: Q6051292